# Домінік Тальгаммер
Домінік Тальгаммер (нім. Dominik Thalhammer, народився 2 жовтня 1970) — австрійський тренер з футболу. Він тренує ЛАСК, замінивши Валер'ян Ісмаеля в клубі, розташованому в місті Лінц.